# Маяк острова Либби
Маяк острова Либби (англ. Libby Island Light) — маяк, расположенный на острове Южный Либби, округ Вашингтон, штат Мэн, США. Построен в 1822 году. Автоматизирован в 1974 году.

## Местоположение
Острова Либби расположены на южном входе в залив Мачайес, через который проходит торговый путь одноименному городу. Когда-то эти острова были одним островом, соединенным песчаным перешейком. Потом перешеек был размыт, и остров разделился на Южный Либби и Северный Либби. Маяк расположен на южном острове, но в названии по-прежнему осталась отсылка к единому острову.

## История
Чтобы обеспечить безопасную навигацию до города Мачайес, летом 1822 года Конгресс США выделил 2850$ на строительство маяка на островах Либби. Для строительства была выбрана южная часть южного острова. В ноябре 1822 года маяк был открыт. Он представлял собой цилиндрическую каменную башню, к которой сбоку примыкал небольшой дом смотрителя. Качество работ было крайне невысоким, и после зимы 1822—23 годов в башне образовались трещины, а в апреле 1823 года ее вершина обвалилась. Башню почили, ремонт обошелся в 1449$, но те не менее, уже в 1842 году постройка находилась в плохом состоянии. В 1848 году башню разобрали и выстроили заново (по тому же проекту), а в 1854 году был построен новый дом смотрителя. В 1855 году на башню маяка установили линзу Френеля. Маяк был автоматизирован Береговой охраной США в 1974 году. В настоящее время он работает на солнечной энергии.
В 1976 году он был включен в Национальный реестр исторических мест.